# Sabcé
Sabce là một tổng của tỉnh Bam ở tây bắc Burkina Faso. Thủ phủ của tổng này là thị xã Sabce. Theo điều tra dân số năm 1996, tổng này có dân số 22.282 người.

## Các thị xã và các làng
•  Thị xã Sabcé  •  Bangrin  •  Bissa  •  Boussouma  • Foursa  •  Goungla  •  Imiougou  •  Koumnogo •  Kougsabla •  Koukoundi •  Loungo •  Lefourba •  Lefourba-Foulbé •  Mafoulou •  Mafoulou-Foulbé •  Noh
 •  Ouéguéla •  Ouintini •  Ouintini •  Ouazélé •  Ronguin •  Rounou •  Sanhoui •  Siguinvoussé •  Souryala •  Sorgho-Peulh •  Tanga-Pela •  Toublongo •  Zandkom •  Zandkom-Peulh